# Olasz Formula–3-as bajnokság
Az olasz Formula–3-as bajnokság a Formula–3 egy Olaszországban megrendezett sorozata. A sorozatot 1964 óta rendezik meg, azóta főleg hazai pilóták nyerték.
A sorozat legismertebb győztesei Giancarlo Fisichella és Riccardo Patrese.

## Az eddigi győztesek
| Év   | Versenyző            | Csapat                                              |
| ---- | -------------------- | --------------------------------------------------- |
| 1964 | Giacomo Russo        | Scuderia Madunina De Sanctis-Ford                   |
| 1965 | Andrea de Adamich    | Jolly Club Lola-Ford Brabham-Ford                   |
| 1966 | Tino Brambilla       | Scuderia Madunina Brabham-Ford                      |
| 1968 | Franco Bernabei      | Bernabei Tecno-Ford                                 |
| 1969 | Gianluigi Picchi     | Tecno-Ford                                          |
| 1970 | Giovanni Salvati     | Salvati Tecno-Ford                                  |
| 1971 | Giancarlo Naddeo     | Naddeo Tecno-Ford                                   |
| 1972 | Vittorio Brambilla   | Team Brambilla Birel-Alfa Romeo Brabham-Ford        |
| 1973 | Carlo Giorgio        | Jolly Club Ensign-Ford Trivellato Racing March-Ford |
| 1974 | Alberto Colombo      | Scuderia Del Lario GRD-Ford March-Toyota            |
| 1975 | Luciano Pavesi       | Ala d'Oro Brabham-Toyota March-Toyota               |
| 1976 | Riccardo Patrese     | Trivellato Racing Chevron-Toyota                    |
| 1977 | Elio De Angelis      | Trivellato Racing Chevron-Toyota Ralt-Toyota        |
| 1978 | Siegfried Stohr      | Trivellato Racing Chevron-Toyota                    |
| 1979 | Piercarlo Ghinzani   | Euroracing March-Alfa Romeo                         |
| 1980 | Guido Pardini        | Ravarotto Dallara-Toyota                            |
| 1981 | Eddy Bianchi         | Del Porto Martini-Toyota Martini-Alfa Romeo         |
| 1982 | Enzo Coloni          | Coloni Motorsport March-Alfa Romeo Ralt-Alfa Romeo  |
| 1983 | Ivan Capelli         | Coloni Motorsport Ralt-Alfa Romeo                   |
| 1984 | Alessandro Santin    | Coloni Motorsport Ralt-Alfa Romeo                   |
| 1985 | Franco Forini        | Forti Corse Dallara-VW                              |
| 1986 | Nicola Larini        | Coloni Motorsport Dallara-Alfa Romeo                |
| 1987 | Enrico Bertaggia     | Forti Corse Dallara-Alfa Romeo                      |
| 1988 | Emanuele Naspetti    | Forti Corse Dallara-Alfa Romeo                      |
| 1989 | Gianni Morbidelli    | Forti Corse Dallara-Alfa Romeo                      |
| 1990 | Roberto Colciago     | Prema Powerteam Reynard-Alfa Romeo                  |
| 1991 | Giambattista Busi    | PiEmme Dallara-VW                                   |
| 1992 | Max Angelelli        | RC Motorsport Dallara-Opel                          |
| 1993 | Christian Pescatori  | Supercars Dallara-Fiat                              |
| 1994 | Giancarlo Fisichella | RC Motorsport Dallara-Opel                          |
| 1995 | Luca Rangoni         | EF Project Dallara-Fiat                             |
| 1996 | Andrea Boldrini      | RC Motorsport Dallara-Opel                          |
| 1997 | Oliver Martini       | RC Motorsport Dallara-Opel                          |
| 1998 | Donny Crevels        | Prema Powerteam Dallara-Opel                        |
| 1999 | Peter Sundberg       | Prema Powerteam Dallara-Opel                        |
| 2000 | Davide Uboldi        | Uboldi Motorsport Dallara-Opel                      |
| 2001 | Lorenzo Del Gallo    | Scuderia Del Gallo Dallara-Fiat                     |
| 2002 | Miloš Pavlović       | Target Conrero Dallara-Opel                         |
| 2003 | Fausto Ippoliti      | Target Conrero Dallara-Opel                         |
| 2004 | Matteo Cressoni      | Ombra Motorsport Dallara-Mugen Honda                |
| 2005 | Luigi Ferrara        | Corbetta Dallara-Mugen Honda                        |
| 2006 | Mauro Massironi      | Passoli Dallara-Opel                                |
| 2007 | Paolo Maria Nocera   | Lucidi Motors Dallara-Opel                          |
| 2008 | Mirko Bortolotti     | Lucidi Motors Dallara-Opel                          |
| 2009 | Daniel Zampieri      | BVM Target Racing-Dallara                           |
| 2010 | César Ramos          | Lucidi Motors                                       |
| 2011 | Sergio Campana       | BVM - Target Racing                                 |
| 2012 | E: Riccardo Agostini | JD Motorsport                                       |
| 2012 | I: Riccardo Agostini | JD Motorsport                                       |